# Акация самшитолистная
Акация самшитолистная (лат. Acacia buxifolia) — вид растений из рода Акация (Acacia) семейства Бобовые (Fabaceae).

## Ботаническое описание
Акация самшитолистная вырастает от 1 до 4 метров в высоту.
Ярко-жёлтые сферические головки цветков появляются в группах от 2 до 14 с июля по ноябрь в естественном для растения ареале. Затем появляются прямые или изогнутые стручки с семенами, которые от 30 до 70 мм в длину и от 5 до 8 мм в ширину.

## Распространение
Акация самшитолистная встречается в Австралии. Растёт в сухих лесах в штатах Виктория, Новый Южный Уэльс и Квинсленд.